# Lista di anfiteatri romani

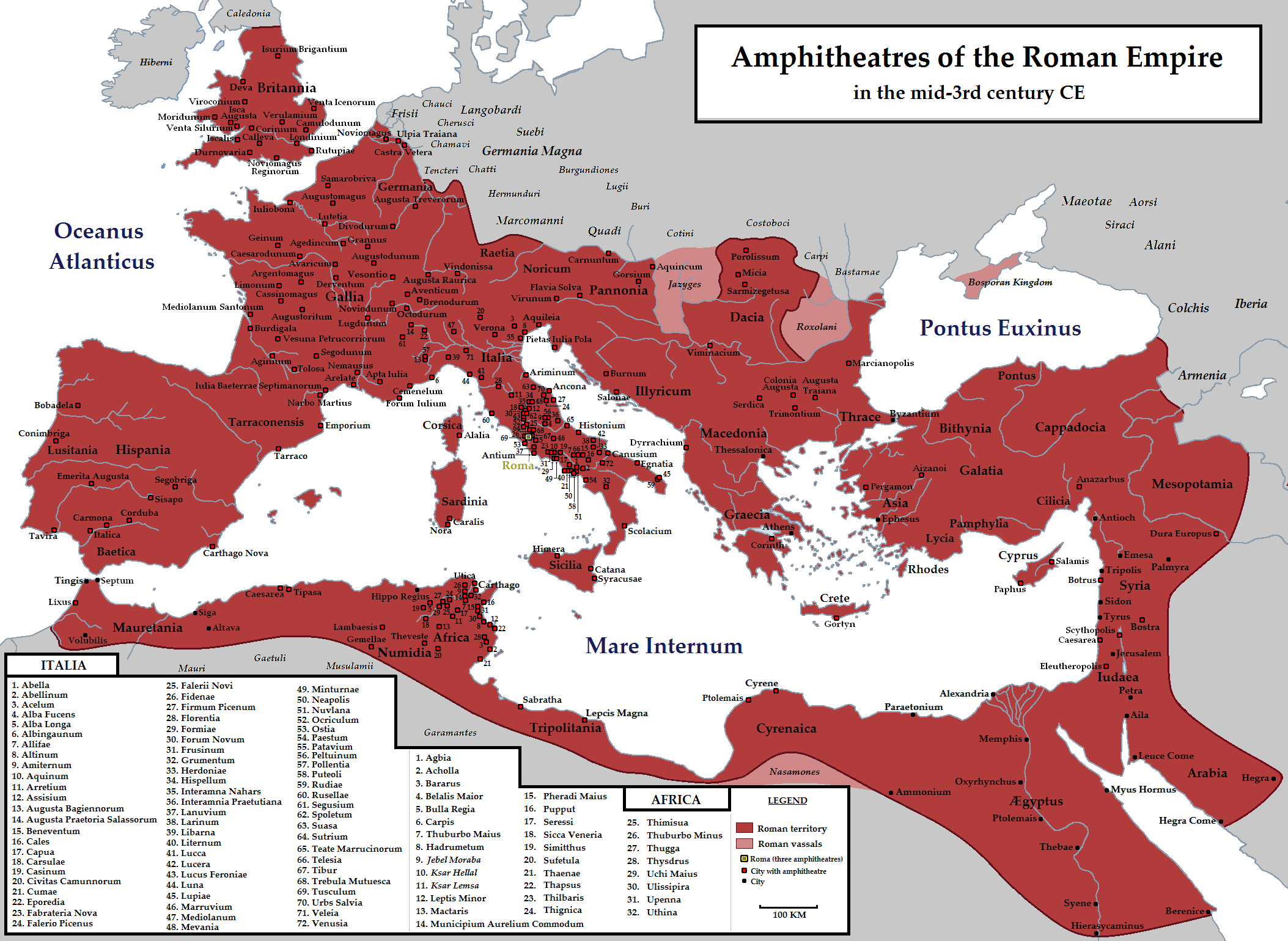
Mappa degli anfiteatri Romani

Questa lista di anfiteatri romani comprende almeno 230 edifici antichi che sono stati trovati nelle più diverse aree dell'Impero romano. Erano normalmente di forma ovale, da non confondere con la più comune struttura del teatro romano, che era invece semicircolare. La lista che segue è stata stilata sulla base dei paesi e delle località moderne ed antiche.

## Lista di anfiteatri romani

### Albania
| Città (Nome latino) | Città (Nome moderno) | Paese   | Coordinate                  | Note                         | Fotografia |
| ------------------- | -------------------- | ------- | --------------------------- | ---------------------------- | ---------- |
| Dyrrhachium         | Durazzo              | Albania | 41°18′43.84″N 19°26′42.15″E | Anfiteatro romano di Durazzo |            |

### Algeria
| Città (Nome latino)      | Città (Nome moderno) | Paese   | Coordinate                 | Note              | Fotografia |
| ------------------------ | -------------------- | ------- | -------------------------- | ----------------- | ---------- |
| Colonia Claudia Caesarea | Cherchell            | Algeria | 36°36′19.31″N 2°11′25.53″E | [ 1 ] [ 2 ]       |            |
| Gemellae                 | Presso Ourlal        | Algeria | 34°38′07.63″N 5°31′21.73″E | [ 1 ] [ 2 ]       |            |
| Lambaesis                | Lambèse              | Algeria | 35°29′21.35″N 6°15′35.55″E | [ 1 ] [ 2 ]       |            |
| Theveste                 | Tébessa              | Algeria | 35°24′04.49″N 8°07′25.55″E | [ 1 ] [ 2 ] [ 3 ] |            |
| Tipasa                   | Tipasa               | Algeria | 36°35′35.3″N 2°26′43.64″E  | [ 1 ]             |            |

### Austria
| Città (Nome latino) | Città (Nome moderno) | Paese   | Coordinate                                             | Note                                                    | Fotografia |
| ------------------- | -------------------- | ------- | ------------------------------------------------------ | ------------------------------------------------------- | ---------- |
| Carnuntum           | Petronell-Carnuntum  | Austria | 48°06′35.9″N 16°51′03.52″E 48°07′36.84″N 16°53′33.72″E | Due anfiteatri: uno ad uso civile e uno ad uso militare |            |
| Flavia Solva        | presso Leibnitz      | Austria | 46°46′00.28″N 15°34′02.7″E                             | [ 4 ]                                                   |            |
| Virunum             | Magdalensberg        | Austria | 46°41′52.62″N 14°22′00.99″E                            | [ 2 ] [ 4 ]                                             |            |

### Bulgaria
| Città (Nome latino)      | Città (Nome moderno) | Paese    | Coordinate                  | Note                                                                                            | Fotografia |
| ------------------------ | -------------------- | -------- | --------------------------- | ----------------------------------------------------------------------------------------------- | ---------- |
| Augusta Traiana          | Stara Zagora         | Bulgaria |                             |                                                                                                 |            |
| Augusta/Diocletianopolis | Hisarija             | Bulgaria | 42°30′00.25″N 24°42′11.09″E | [ 2 ] [ 4 ]                                                                                     |            |
| Marcianopolis            | Devnja               | Bulgaria | 43°13′43.73″N 27°35′10.1″E  | [ 2 ]                                                                                           |            |
| Serdica                  | Sofia                | Bulgaria | 42°41′51.33″N 23°19′41.82″E | I resti dell'anfiteatro romano di Serdica si trovano al piano terra dell'hotel Arena di Serdica |            |

### Cipro
| Città (Nome latino) | Città (Nome moderno)              | Paese | Coordinate                  | Note        | Fotografia |
| ------------------- | --------------------------------- | ----- | --------------------------- | ----------- | ---------- |
| Paphus              | Pafo                              | Cipro | 34°45′17.68″N 32°24′19.08″E | [ 2 ] [ 4 ] |            |
| Salamina            | Nei pressi dell'odierna Famagosta | Cipro | 35°11′07.88″N 33°54′08.57″E | [ 2 ] [ 4 ] |            |

### Croazia
| Città (Nome latino) | Città (Nome moderno)              | Paese   | Coordinate                  | Note                        | Fotografia |
| ------------------- | --------------------------------- | ------- | --------------------------- | --------------------------- | ---------- |
| Burnum              | Nei pressi dell'odierna Chistagne | Croazia | 44°01′08.82″N 16°01′05.36″E | [ 1 ] [ 2 ] [ 4 ]           |            |
| Pietas Iulia Pola   | Pola                              | Croazia | 44°52′23.6″N 13°51′00.71″E  | Arena di Pola               |            |
| Salona              | Solin                             | Croazia | 43°32′18.44″N 16°28′27.32″E | Anfiteatro romano di Salona |            |

### Francia
| Città (Nome latino)       | Città (Nome moderno) | Paese   | Coordinate                                            | Note | Fotografia |
| ------------------------- | -------------------- | ------- | ----------------------------------------------------- | --- | ---------- |
| Agedincum Senonum         | Sens                 | Francia | 48°12′00.13″N 3°17′34.79″E                            | L'antico tracciato dell'anfiteatro è visibile nell'andamento ellittico di Rue des Arènes e di Rue de la Caserme                          |            |
| Aginnum                   | Agen                 | Francia | 44°12′23.57″N 0°37′19.73″E                            | [ 2 ] |            |
| Alalia                    | Aleria               | Francia | 42°06′03.27″N 9°30′36.73″E                            | [ 4 ] |            |
| Aquae Neri/Neriomagus     | Néris-les-Bains      | Francia | 46°17′23.5″N 2°39′29.45″E                             | [ 1 ] [ 2 ] [ 5 ] |            |
| Arelate                   | Arles                | Francia | 43°40′39.92″N 4°37′51.37″E                            | Arena di Arles |            |
| Augustodunum              | Autun                | Francia | 46°57′01″N 4°17′59″E                                  | [ 1 ] [ 2 ] [ 4 ] |            |
| Argentomagus              | Argenton-sur-Creuse  | Francia | 46°36′05.52″N 1°31′07.5″E                             | Individuato ma non ancora scavato |            |
| Augustomagus Silvanectum  | Senlis               | Francia | 49°12′18.6″N 2°34′31.45″E                             | [ 1 ] [ 2 ] [ 4 ] |            |
| Augustoritum Lemovicum    | Limoges              | Francia | 45°49′49.61″N 1°15′06.27″E                            | [ 1 ] [ 2 ] [ 4 ] |            |
| Avaricum Biturigum        | Bourges              | Francia | 47°05′04.2″N 2°23′27.13″E                             | L'antico tracciato dell'anfiteatro è visibile nell'andamento ellittico di Place de la Nation                                             |            |
| Baeterrae Septimanorum    | Béziers              | Francia | 43°20′22.56″N 3°12′50.76″E                            | [ 4 ] |            |
| Bellus Mons               | Beaumont-sur-Oise    | Francia | 49°08′46.36″N 2°17′48.31″E                            | [ 1 ] [ 8 ] |            |
| Burdigala                 | Bordeaux             | Francia | 44°50′51.81″N 0°34′57.57″W                            | [ 1 ] [ 2 ] [ 4 ] |            |
| Caesarodunum Turonum      | Tours                | Francia | 47°23′43.08″N 0°41′47.02″E                            | L'antico tracciato dell'anfiteatro è visibile nell'andamento di Rue du Général Meusnier                                                  |            |
| Carantomagus              | Montbouy             | Francia | 47°52′22.42″N 2°49′08.57″E                            | [ 9 ] |            |
| Cassinomagus              | Chassenon            | Francia | 45°51′02.03″N 0°46′08.36″E                            | Edificio per spettacoli la cui natura non è stata ancora chiarita dagli archeologi: potrebbe trattarsi anche di un teatro                |            |
| Cemenelum                 | Nizza                | Francia | 43°43′11.84″N 7°16′31.42″E                            | [ 1 ] [ 2 ] [ 4 ] |            |
| Derventum                 | Drevant              | Francia | 46°41′34.98″N 2°31′20.6″E                             | Teatro-anfiteatro |            |
| Divodurum Mediomatricorum | Metz                 | Francia | 49°07′10.67″N 6°10′19.91″E 49°06′31.64″N 6°10′48.82″E | Due anfiteatri: il primo, più antico, più grande; il secondo, successivo, di dimensioni ridotte                                          |            |
| Forum Iulii               | Fréjus               | Francia | 43°26′04.01″N 6°43′42.6″E                             | [ 1 ] [ 2 ] [ 4 ] |            |
| Geinum                    | Gennes               | Francia | 47°20′06.75″N 0°14′19.44″W                            | Teatro-anfiteatro |            |
| Grannus                   | Grand                | Francia | 48°23′06.96″N 5°29′27.77″E                            | [ 1 ] [ 4 ] |            |
| Iuliobona                 | Lillebonne           | Francia | 49°31′04.13″N 0°32′11.77″E                            | Teatro-anfiteatro |            |
| Iuliomagus                | Angers               | Francia | 47°28′03.8″N 0°32′53.64″W                             | [ 1 ] [ 2 ] |            |
| Limonum Pictonum          | Poitiers             | Francia | 46°34′41.16″N 0°20′22.74″E                            | L'antico tracciato dell'anfiteatro è visibile nell'andamento ellittico di Rue Bourcani, Rue du Petit Bonneveau e Rue des Arènes Romaines |            |
| Lugdunum                  | Lione                | Francia | 45°46′13.79″N 4°49′50.15″E                            | [ 1 ] [ 2 ] [ 4 ] |            |
| Lutetia Parisiorum        | Parigi               | Francia | 48°50′41.99″N 2°21′10.46″E                            | [ 1 ] [ 2 ] [ 4 ] |            |
| Mediolanum Santonum       | Saintes              | Francia | 45°44′45.21″N 0°38′38.62″W                            | [ 1 ] [ 2 ] [ 4 ] |            |
| Nemausus                  | Nîmes                | Francia | 43°50′05.57″N 4°21′34.65″E                            | Arena di Nîmes |            |
| Samarobriva Ambianorum    | Amiens               | Francia | 49°32′02.47″N 2°10′27.6″E                             | I resti dell'anfiteatro, localizzati durante scavi effettuati nella prima metà del Novecento, non sono ancora stati portati alla luce    |            |
| Segodunum Rutenorum       | Rodez                | Francia | 44°21′13.04″N 2°34′15.61″E                            | [ 1 ] [ 2 ] [ 4 ] [ 15 ] |            |
| Tolosa                    | Tolosa               | Francia | 43°36′53.21″N 1°23′52.23″E                            | [ 1 ] [ 2 ] [ 4 ] |            |
| Vesontium                 | Besançon             | Francia | 47°14′21.4″N 6°00′57.52″E                             | [ 1 ] [ 2 ] [ 4 ] |            |
| Vesunna Petrucoriorum     | Périgueux            | Francia | 45°10′57.49″N 0°42′47.36″E                            | [ 1 ] [ 2 ] [ 4 ] |            |

### Germania
| Città (Nome latino)   | Città (Nome moderno)           | Paese    | Coordinate                  | Note        | Fotografia |
| --------------------- | ------------------------------ | -------- | --------------------------- | ----------- | ---------- |
| Augusta Treverorum    | Treviri                        | Germania | 49°44′52.87″N 6°38′56.78″E  | [ 1 ] [ 2 ] |            |
| Castra Vetera         | Nei pressi dell'odierna Xanten | Germania | 51°38′15.06″N 6°28′22.44″E  | [ 1 ] [ 2 ] |            |
| Colonia Ulpia Traiana | Xanten                         | Germania | 51°40′01.92″N 6°27′04.5″E   | [ 1 ] [ 2 ] |            |
| Quintana              | Künzing                        | Germania | 48°40′01.38″N 13°04′58.19″E | [ 2 ]       |            |

### Grecia
| Città (Nome latino) | Città (Nome moderno) | Paese  | Coordinate                  | Note | Fotografia |
| ------------------- | -------------------- | ------ | --------------------------- | --- | ---------- |
| Corinthus           | Corinto              | Grecia | 37°54′35.37″N 22°53′31.48″E | [ 1 ] [ 2 ] [ 4 ] |            |
| Gortyna             | Gortina              | Grecia | 35°03′28.81″N 24°57′30.26″E | L'antico tracciato dell'anfiteatro è visibile nella disposizione degli edifici; inoltre, nello spazio corrispondente all'arena, si trova la chiesa degli Agioi Deka ossia dei dieci santi che, secondo la tradizione, furono ivi martirizzati |            |

### Israele
| Città (Nome latino) | Città (Nome moderno) | Paese   | Coordinate                  | Note              | Fotografia |
| ------------------- | -------------------- | ------- | --------------------------- | ----------------- | ---------- |
| Caesarea            | Caesarea             | Israele | 32°30′23.64″N 34°53′50.56″E | [ 1 ] [ 2 ] [ 4 ] |            |
| Eleutheropolis      | Beit Guvrin          | Israele | 31°36′29.52″N 34°53′38.04″E | [ 2 ] [ 4 ]       |            |
| Scythopolis         | Beit She'an          | Israele | 32°29′54.63″N 35°30′05.21″E | [ 2 ] [ 4 ]       |            |

### Italia
| Città (Nome latino)          | Città (Nome moderno)                                   | Paese  | Coordinate                   | Note | Fotografia |
| ---------------------------- | ------------------------------------------------------ | ------ | ---------------------------- | --- | ---------- |
| Abella                       | Avella, AV                                             | Italia | 40°57′41.23″N 14°36′29.94″E  | Anfiteatro romano di Avella |            |
| Abellinum                    | Atripalda, AV                                          | Italia | 40°55′02.93″N 14°49′31.86″E  | |            |
| Alba Fucens                  | Nei pressi dell'odierna Massa d'Albe, AQ               | Italia | 42°04′37.92″N 13°24′44.28″E  | Anfiteatro romano di Alba Fucens |            |
| Albingaunum                  | Albenga, SV                                            | Italia | 44°02′37.89″N 8°12′40.73″E   | Anfiteatro romano di Albenga |            |
| Alliphae                     | Alife, CE                                              | Italia | 41°19′32.11″N 14°20′05.96″E  | [ 1 ] [ 2 ] |            |
| Altinum                      | Nei pressi dell'odierna Quarto d'Altino, VE            | Italia | 45°32′57.12″N 12°24′00.36″E  | Localizzato con precisione attraverso il telerilevamento ma non ancora portato alla luce |            |
| Amiternum                    | Nei pressi dell'odierna L'Aquila                       | Italia | 42°24′01.85″N 13°18′21.65″E  | Anfiteatro romano di Amiternum |            |
| Ancona/Ancon                 | Ancona                                                 | Italia | 43°37′28.56″N 13°30′42.84″E  | Anfiteatro romano di Ancona |            |
| Aquileia                     | Aquileia, UD                                           | Italia | 45°46′06.55″N 13°21′57.51″E  | [ 1 ] [ 4 ] [ 17 ] |            |
| Aquinum                      | Castrocielo, FR                                        | Italia | 41°29′43.61″N 13°41′15.96″E  | Ne rimangono pochi resti, essendo stato letteralmente tagliato dalla realizzazione dell'A1 nel 1960 e nel 1984 |            |
| Ariminum                     | Rimini                                                 | Italia | 44°03′35.78″N 12°34′29.29″E  | Anfiteatro romano di Rimini |            |
| Arretium                     | Arezzo                                                 | Italia | 43°27′38.05″N 11°52′49.17″E  | Anfiteatro romano di Arezzo |            |
| Asisium                      | Assisi, PG                                             | Italia | 43°04′15.88″N 12°37′12.97″E  | [ 1 ] [ 2 ] [ 4 ] |            |
| Augusta Bagiennorum          | Bene Vagienna, CN                                      | Italia | 44°33′23.7″N 7°51′01.03″E    | [ 1 ] [ 4 ] |            |
| Augusta Praetoria Salassorum | Aosta                                                  | Italia | 45°44′22.57″N 7°19′18.47″E   | Anfiteatro romano di Aosta |            |
| Asculum                      | Ascoli Piceno                                          | Italia | 42°51′20.39″N 13°34′14.17″E  | I principali resti della struttura sono ubicati al di sotto dell'attuale Piazza San Tommaso |            |
| Beneventum                   | Benevento                                              | Italia | 41°07′56.16″N 14°46′03.5″E   | Anfiteatro romano di Benevento |            |
| Caralis                      | Cagliari                                               | Italia | 39°13′26.09″N 9°06′47.58″E   | Anfiteatro romano di Cagliari |            |
| Cales                        | Nei pressi dell'odierna Calvi Risorta, CE              | Italia | 41°12′05.07″N 14°08′15.93″E  | [ 1 ] [ 2 ] [ 4 ] |            |
| Canusium                     | Canosa di Puglia, BT                                   | Italia | 41°13′23.25″N 16°03′19.38″E  | [ 1 ] [ 2 ] [ 4 ] |            |
| Capua                        | Santa Maria Capua Vetere, CE                           | Italia | 41°05′09.35″N 14°15′00.38″E  | Anfiteatro romano di Capua |            |
| Carsulae                     | Nei pressi dell'odierna San Gemini, TR                 | Italia | 42°38′22.2″N 12°33′32.76″E   | [ 1 ] [ 2 ] [ 4 ] |            |
| Casinum                      | Cassino, FR                                            | Italia | 41°28′57.84″N 13°49′24.76″E  | [ 1 ] [ 2 ] [ 4 ] |            |
| Castra Albana                | Albano Laziale, RM                                     | Italia | 41°43′57.79″N 12°39′53.81″E  | Anfiteatro romano di Albano Laziale |            |
| Catina                       | Catania                                                | Italia | 37°30′26.41″N 15°05′07.27″E  | Anfiteatro romano di Catania |            |
| Civitas Camunnorum           | Cividate Camuno, BS                                    | Italia | 45°56′36.6″N 10°16′51.6″E    | |            |
| Cuma                         | Nei pressi dell'odierna Pozzuoli, NA                   | Italia | 40°50′30.94″N 14°03′21.25″E  | [ 1 ] [ 2 ] [ 4 ] |            |
| Egnatia                      | Nei pressi dell'odierna Fasano, BR                     | Italia | 40°53′16.33″N 17°23′28.11″E  | [ 2 ] [ 4 ] |            |
| Eporedia                     | Ivrea, TO                                              | Italia | 45°28′03.93″N 7°53′15.79″E   | Anfiteatro romano di Ivrea |            |
| Fabrateria Nova              | San Giovanni Incarico, FR                              | Italia | 41°31′07.71″N 13°33′10.78″E  | Fotografia (JPG). URL consultato il 15 febbraio 2020 (archiviato dall'url originale il 3 marzo 2016). |            |
| Falerio Picenus              | Falerone, FM                                           | Italia | 43°06′05.33″N 13°29′46.79″E  | |            |
| Falerii Novi                 | Nei pressi dell'odierna Civita Castellana, VT          | Italia | 42°18′09.7″N 12°21′39.22″E   | |            |
| Fanum Fortunae               | Fano, PU                                               | Italia | 43°50′43.72″N 13°00′50.29″E  | [ 4 ] |            |
| Florentia                    | Firenze                                                | Italia | 43°46′09.22″N 11°15′34.28″E  | Anfiteatro romano di Firenze |            |
| Formiae                      | Formia, LT                                             | Italia | 41°15′29.8″N 13°36′26.03″E   | In fase di scavo. |            |
| Forum Cornelii               | Imola, BO                                              | Italia | 44°21′28.09″N 11°42′17.93″E  | La città aveva un anfiteatro, scoperto nel 1870, ma dal 1954 al 1962 la zona fu edificata |            |
| Forum Novum                  | Nei pressi dell'odierna Selci, RI                      | Italia | 42°19′52.51″N 12°36′13.33″E  | |            |
| Forum Sempronii              | Fossombrone, PU                                        | Italia | 43°41′54.67″N 12°49′55.31″E  | Localizzato con precisione attraverso il telerilevamento nel 2009 ma non ancora portato alla luce |            |
| Forum Traiani                | Fordongianus, OR                                       | Italia | 39°59′35.22″N 8°48′16.84″E   | |            |
| Frusino                      | Frosinone                                              | Italia | 41°38′43.75″N 13°21′07.07″E  | Anfiteatro romano di Frosinone |            |
| Fundi                        | Fondi, LT                                              | Italia | 41°21′29.21″N 13°25′31.23″E  | I suoi resti sono stati identificati presso la chiesa di S. Maria Mater Domini, detta iuxta amphitheatrum" nei documenti medievali. |            |
| Genua                        | Genova                                                 | Italia | 44°24′22.19″N 8°55′57.1″E    | |            |
| Grumentum                    | Nei pressi dell'odierna Grumento Nova, PZ              | Italia | 40°17′14.35″N 15°54′41.58″E  | [ 4 ] |            |
| Hasta                        | Asti                                                   | Italia | 44°54′06.36″N 8°12′16.18″E   | Alcuni resti si trovano nei sotterranei dei palazzi in Via D'Azeglio |            |
| Herdonia                     | Ordona, FG                                             | Italia | 41°18′37.8″N 15°37′23.16″E   | [ 4 ] |            |
| Hispellum                    | Spello, PG                                             | Italia | 42°59′45.38″N 12°39′54.95″E  | Anfiteatro Romano di Spello |            |
| Histonium                    | Vasto, CH                                              | Italia | 42°06′40.6″N 14°42′28.16″E   | [ 4 ] |            |
| Interamna Nahars             | Terni                                                  | Italia | 42°33′35.28″N 12°38′35.88″E  | Anfiteatro Fausto |            |
| Interamna Praetutiana        | Teramo                                                 | Italia | 42°39′29.21″N 13°42′11.19″E  | Anfiteatro romano di Teramo |            |
| Lanuvium                     | Lanuvio, RM                                            | Italia | 41°40′59.99″N 12°42′00″E     | Piccola arena "privata" fatta costruire da Commodo, scoperta nel 2013 nella Villa degli Antonini a Genzano di Roma, RM |            |
| Larinum                      | Larino, CB                                             | Italia | 41°48′19.9″N 14°54′58.91″E   | Anfiteatro romano di Larino Fotografia (JPG). |            |
| Libarna                      | Nei pressi dell'odierna Serravalle Scrivia, AL         | Italia | 44°42′21.39″N 8°52′04.29″E   | [ 4 ] |            |
| Liternum                     | Nei pressi dell'odierna Lago Patria, NA                | Italia | 40°55′01.75″N 14°01′46.41″E  | Anfiteatro romano di Liternum |            |
| Luca                         | Lucca                                                  | Italia | 43°50′43.15″N 10°30′22.2″E   | Piazza dell'Anfiteatro |            |
| Luceria                      | Lucera, FG                                             | Italia | 41°30′29.88″N 15°20′41.64″E  | Anfiteatro romano di Lucera |            |
| Lucus Feroniae               | Nei pressi dell'odierna Capena, RM                     | Italia | 42°07′47.55″N 12°35′41.09″E  | [ 4 ] |            |
| Luna                         | Luni, SP                                               | Italia | 44°03′45.26″N 10°01′19.51″E  | Anfiteatro romano di Luni |            |
| Lupiae                       | Lecce                                                  | Italia | 40°21′08.74″N 18°10′21.27″E  | Anfiteatro romano di Lecce |            |
| Marruvium                    | San Benedetto dei Marsi, AQ                            | Italia | 42°00′23.4″N 13°37′39.36″E   | |            |
| Mediolanum                   | Milano                                                 | Italia | 45°27′25.29″N 9°10′43.19″E   | Anfiteatro romano di Milano |            |
| Mevania                      | Bevagna, PG                                            | Italia | 42°56′12.88″N 12°36′55.26″E  | |            |
| Minturnae                    | Minturno, LT                                           | Italia | 41°14′30.09″N 13°45′49.76″E  | Area abbandonata priva di ruderi visibili |            |
| Mutina                       | Modena                                                 | Italia | 44°38′40.77″N 10°55′34.92″E  | |            |
| Neapolis                     | Napoli                                                 | Italia | 40°51′06.59″N 14°15′20.08″E  | |            |
| Nora                         | Nei pressi dell'odierna Pula, CA                       | Italia | 38°59′08.29″N 9°00′53.36″E   | [ 4 ] |            |
| Nola                         | Nola, NA                                               | Italia | 40°55′39.73″N 14°31′13.99″E  | Anfiteatro Laterizio |            |
| Nuceria Alfaterna            | Nocera Superiore, SA                                   | Italia | 40°44′43.75″N 14°39′25.74″E  | |            |
| Ocriculum                    | Otricoli, TR                                           | Italia | 42°24′42.78″N 12°28′00.83″E  | |            |
| Paestum                      | Nei pressi dell'odierna Capaccio, SA                   | Italia | 40°25′20.51″N 15°00′22.82″E  | [ 4 ] |            |
| Panormus                     | Palermo                                                | Italia | 38° 7'3.18"N 13°21'51.18"E   | Vi sono due localizzazioni: uno è stato ipoteticamente localizzato nei pressi dell'odierna Piazza San Domenico. Le ricostruzioni mostrano tuttavia un forma decisamente troppo grande per essere verosimile. Una seconda ipotesi di localizzazione, avanzata da Giuseppe Ferrarella individua curve e radiali nel quartiere delle loggia (oggi vucciria) con centro della cavea in corrispondenza di piazza del Garraffo. In questo caso dimensini, geometrie, radiali, orientamente e principio insediativo risultano coerenti con quelli di un anfiteatro. |            |
| Parma                        | Parma                                                  | Italia |                              | [ 28 ] |            |
| Patavium                     | Padova                                                 | Italia | 45°24′41.87″N 11°52′44.88″E  | All'interno dell'arena si trova la Cappella degli Scrovegni, fatta edificare da Enrico Scrovegni nel XIV secolo |            |
| Pollentia                    | Pollenzo, CN                                           | Italia | 44°41′05.06″N 7°53′45.12″E   | [ 4 ] |            |
| Pompeii                      | Pompei, NA                                             | Italia | 40°45′04.55″N 14°29′41.89″E  | Anfiteatro romano di Pompei |            |
| Portus                       | Fiumicino, RM                                          | Italia | 41°46′53.84″N 12°15′30.8″E   | Piccolo anfiteatro adiacente al Palazzo imperiale del porto esagonale di Traiano |            |
| Puteoli                      | Pozzuoli, NA                                           | Italia | 40°49′33.31″N 14°07′31.13″E  | Anfiteatro di età Flavia - Neroniana le cui dimensioni sono pressoché pari a quelle dell'anfiteatro di Verona |            |
| Puteoli                      | Pozzuoli, NA                                           | Italia | 40°49′34.43″N 14°07′39.09″E  | Anfiteatro di età repubblicana, tagliato dai lavori della Direttissima Roma-Napoli ad inizio Novecento e ancora quasi completamente interrato. |            |
| Recina                       | Nei pressi dell'odierna Villa Potenza, MC              | Italia | 43°19′44.84″N 13°25′30.98″E  | Localizzato con precisione attraverso il telerilevamento ma non ancora portato alla luce |            |
| Roma                         | Roma                                                   | Italia | 41°53′24.64″N 12°29′32.62″E  | Colosseo |            |
| Roma                         | Roma                                                   | Italia | 41°53′15.25″N 12°30′54.17″E  | Anfiteatro castrense |            |
| Rudiae                       | Lecce (nei pressi dell'odierna San Pietro in Lama, LE) | Italia | 40°20′03.4″N 18°08′48.44″E   | [ 4 ] |            |
| Rusellae                     | Roselle, GR                                            | Italia | 42°49′42.11″N 11°09′33.16″E  | Anfiteatro romano di Roselle |            |
| Scolacium                    | Nei pressi dell'odierna Catanzaro Lido, CZ             | Italia | 38°48′24.64″N 16°35′32.19″E  | [ 4 ] |            |
| Segusium                     | Susa, TO                                               | Italia | 45°08′00.08″N 7°02′42.49″E   | [ 4 ] |            |
| Sipontum                     | Nei pressi dell'odierna Manfredonia, FG                | Italia | 41°36′42.13″N 15°53′19.14″E  | Ancora sepolto in gran parte |            |
| Spoletium                    | Spoleto, PG                                            | Italia | 42°44′18.56″N 12°44′20.61″E  | Complesso monumentale dell'Anfiteatro |            |
| Suasa                        | Nei pressi dell'odierna Castelleone di Suasa, AN       | Italia | 43°37′28.92″N 12°59′12.12″E  | Anfiteatro romano di Suasa |            |
| Sulcis                       | Sant'Antioco, SU                                       | Italia | 39°04′16.3″N 8°27′05.81″E    | |            |
| Sutrium                      | Sutri, VT                                              | Italia | 42°14′20.5″N 12°13′44.31″E   | Anfiteatro romano di Sutri |            |
| Syracusae                    | Siracusa                                               | Italia | 37°04′27.04″N 15°16′44.05″E  | Anfiteatro romano di Siracusa |            |
| Tannetum                     | Nei pressi dell'odierna Sant'Ilario d'Enza, RE         | Italia | 44°46′11.05″N 10°26′48.83″E  | |            |
| Tarentum                     | Taranto                                                | Italia | 40°28′13.43″N 17°14′26.98″E  | I resti più importanti si trovano sotto l'odierno mercato coperto |            |
| Tarracina                    | Terracina, LT                                          | Italia | 41°17′20.66″N 13°14′49.25″E  | [ 4 ] |            |
| Teanum Apulum                | San Paolo Civitate, FG                                 | Italia | 41°46′10.87″N 15°14′32.84″E  | Ancora totalmente sepolto |            |
| Teatae                       | Chieti                                                 | Italia | 42°20′42.63″N 14°09′45.04″E  | Anfiteatro romano di Chieti |            |
| Telesia                      | San Salvatore Telesino, BN                             | Italia | 41°13′25.83″N 14°30′01.82″E  | [ 4 ] |            |
| Tharros                      | San Giovanni di Sinis, OR                              | Italia | 39°52′35.68″N 8°26′26.46″E   | |            |
| Thermae Himeraeae            | Termini Imerese, PA                                    | Italia | 37°59′14.26″N 13°41′37.15″E, | Anfiteatro di Termini Imerese |            |
| Tibur                        | Tivoli, RM                                             | Italia | 41°57′38.54″N 12°47′53.14″E  | Anfiteatro di Bleso |            |
| Trebula                      | Nei pressi dell'odierna Quadri, CH                     | Italia | 41°54′49.06″N 14°16′56.98″E  | |            |
| Trebula Mutuesca             | Monteleone Sabino, RI                                  | Italia | 42°13′42.53″N 12°52′03.33″E  | |            |
| Tridentum                    | Trento                                                 | Italia | 46°04′09.07″N 11°07′30.14″E  | |            |
| Tusculum                     | Nei pressi dell'odierna Frascati, RM                   | Italia | 41°47′55.6″N 12°42′03.63″E   | [ 4 ] |            |
| Tuder                        | Todi, PG                                               | Italia | 42°46′43.09″N 12°24′47.82″E  | [ 4 ] |            |
| Urbs Salvia                  | Urbisaglia, MC                                         | Italia | 43°12′03.24″N 13°23′13.92″E  | [ 4 ] |            |
| Veleia                       | Nei pressi dell'odierna Lugagnano Val d'Arda, PC       | Italia | 44°47′06.19″N 9°43′24.51″E   | [ 4 ] |            |
| Venafrum                     | Venafro, IS                                            | Italia | 41°28′57.76″N 14°02′46.52″E  | [ 4 ] |            |
| Venusia                      | Venosa, PZ                                             | Italia | 40°58′10.85″N 15°49′34.97″E  | [ 4 ] |            |
| Vercellae                    | Vercelli                                               | Italia | 45°19′09.47″N 8°25′35.06″E   | [ 31 ] |            |
| Verona                       | Verona                                                 | Italia | 45°26′20.42″N 10°59′39.84″E  | Arena di Verona |            |
| Vibo Valentia                | Vibo Valentia                                          | Italia | 38°24′11.16″N 16°03′16.29″E  | I resti si trovano sotto l’area circostante alla villa comunale “Nazzareno Cremona” |            |
| Vola                         | Zagarolo, RM                                           | Italia | 41°51′30.55″N 12°49′09.38″E  | |            |
| Volaterrae                   | Volterra, PI                                           | Italia | 43°24′25.2″N 10°51′42.58″E   | Anfiteatro romano di Volterra |            |
| Volsinii Novi                | Bolsena, VT                                            | Italia | 42°39′00.92″N 11°59′24.4″E   | [ 4 ] |            |

### Libano
| Città (Nome latino) | Città (Nome moderno) | Paese  | Coordinate                  | Note  | Fotografia |
| ------------------- | -------------------- | ------ | --------------------------- | ----- | ---------- |
| Botrus              | Batrun               | Libano | 34°15′11.93″N 35°39′37.51″E | [ 4 ] |            |

### Libia
| Città (Nome latino) | Città (Nome moderno) | Paese | Coordinate                  | Note                              | Fotografia |
| ------------------- | -------------------- | ----- | --------------------------- | --------------------------------- | ---------- |
| Cyrene              | Shahat               | Libia | 32°49′28.51″N 21°51′02.66″E | [ 4 ]                             |            |
| Leptis Magna        | Al Khums             | Libia | 32°37′56.1″N 14°18′33.41″E  | Anfiteatro romano di Leptis Magna |            |
| Ptolemais           | Shahat               | Libia | 32°42′28.61″N 20°56′44.11″E | [ 4 ]                             |            |
| Sabratha            | Sabratha             | Libia | 32°48′14.16″N 12°29′38.43″E | [ 4 ]                             |            |

### Marocco
| Città (Nome latino) | Città (Nome moderno) | Paese   | Coordinate                 | Note  | Fotografia |
| ------------------- | -------------------- | ------- | -------------------------- | ----- | ---------- |
| Lixus               |                      | Marocco | 35°11′59.05″N 6°06′30.91″W | [ 4 ] |            |

### Paesi Bassi
| Città (Nome latino)        | Città (Nome moderno) | Paese       | Coordinate                 | Note | Fotografia |
| -------------------------- | -------------------- | ----------- | -------------------------- | --- | ---------- |
| Ulpia Noviomagus Batavorum | Nimega               | Paesi Bassi | 51°51′40.63″N 6°02′44.67″E | Non più esistente, ma tracciata nella pavimentazione stradale attuale Rembrandstraat (archiviato dall'url originale il 18 febbraio 2008). con alcuni pezzi di sue fondamenta ancora visibili |            |

### Portogallo
| Città (Nome latino) | Città (Nome moderno) | Paese      | Coordinate                 | Note  | Fotografia |
| ------------------- | -------------------- | ---------- | -------------------------- | ----- | ---------- |
|                     | Bobadela             | Portogallo | 40°21′39.95″N 7°53′36.34″W | [ 4 ] |            |
| Conimbriga          | Coimbra              | Portogallo | 40°06′01.3″N 8°29′43.45″W  | [ 4 ] |            |
|                     | Tavira               | Portogallo |                            | [ 4 ] |            |

### Regno Unito
| Città (Nome latino)    | Città (Nome moderno) | Paese       | Coordinate                 | Note | Fotografia |
| ---------------------- | -------------------- | ----------- | -------------------------- | --- | ---------- |
| Isca Augusta           | Caerleon             | Galles      | 51°36′29″N 2°57′24.8″W     | Anfiteatro romano di Caerleon                                                                                      |            |
| Moridunum              | Carmarthen           | Galles      | 51°51′43.21″N 4°17′48.14″W | [ 4 ] |            |
|                        | Tomen y Mur          | Galles      | 52°55′54.89″N 3°55′24.47″W | presso Llan Ffestiniog                                                                                             |            |
| Venta Silurum          | Caerwent             | Galles      | 51°36′44.57″N 2°45′59.06″W | [ 4 ] |            |
|                        | Baginton             | Inghilterra | 52°22′24.22″N 1°29′46.03″W | Il forte romano di Lunt era utilizzato probabilmente per addestrare i cavalli.                                     |            |
| Calleva Atrebatum      | Silchester           | Inghilterra | 51°21′31.86″N 1°04′31.01″W | [ 4 ] |            |
| Camulodunum            | Colchester           | Inghilterra | 51°53′N 0°54′E             | Scoperto nel 2005 (presso la Circular Road North)                                                                  |            |
| Corinium Dobunnorum    | Cirencester          | Inghilterra | 51°42′41.4″N 1°58′19.88″W  | Anfiteatro romano di Cirencester                                                                                   |            |
| Deva Victrix           | Chester              | Inghilterra | 53°11′21.09″N 2°53′13.3″W  | Anfiteatro romano di Chester                                                                                       |            |
| Durnovaria             | Dorchester           | Inghilterra | 50°42′28.44″N 2°26′25.4″W  | Maumbury Rings |            |
|                        | Frilford             | Inghilterra | 51°40′15″N 1°21′44″W       | Dibattuto |            |
| Iscalis (?)            | Charterhouse         | Inghilterra | 51°18′19.44″N 2°43′13.15″W | [ 4 ] |            |
| Isurium Brigantum      | Aldborough           | Inghilterra | 54°05′17.44″N 1°22′52.77″W | |            |
| Londinium              | Londra               | Inghilterra | 51°30′55.97″N 0°05′31.97″W | Anfiteatro romano di Londra                                                                                        |            |
| Noviomagus Reginorum   | Chichester           | Inghilterra | 50°50′07.61″N 0°46′20.99″W | [ 4 ] |            |
| Rutupiae               | Richborough          | Inghilterra | 51°17′24.62″N 1°19′35.52″E | [ 4 ] |            |
| Viroconium Cornoviorum | Wroxeter             | Inghilterra | 52°40′N 2°39′E             | Il ritrovamento dell'anfiteatro non è confermato, anche per le speculazioni legate alle recinzioni per i raccolti. |            |
| Venta Icenorum         | Caistor St. Edmund   | Inghilterra | 52°34′47.92″N 1°17′17.74″E | [ 4 ] |            |
| Verulamium             | St Albans            | Inghilterra | 51°45′14.56″N 0°21′29.88″W | Teatro, dalla forma quasi ovale, usato anche come anfiteatro.                                                      |            |
|                        | Inveresk             | Scozia      |                            | Archiviato il 16 febbraio 2008 in Internet Archive.                                                                |            |
| Trimontium             | Newstead             | Scozia      | 55°36′09.36″N 2°40′39″W    | |            |

### Romania
| Città (Nome latino)         | Città (Nome moderno) | Paese   | Coordinate                  | Note  | Fotografia |
| --------------------------- | -------------------- | ------- | --------------------------- | ----- | ---------- |
| Micia                       | Veţel                | Romania | 45°54′53.82″N 22°49′02.04″E | [ 4 ] |            |
| Porolissum                  | Mirşid               | Romania | 47°10′39.48″N 23°09′14.59″E | [ 4 ] |            |
| Ulpia Traiana Sarmizegetusa | Sarmizegetusa        | Romania | 45°31′00.3″N 22°47′09.02″E  | [ 4 ] |            |

### Serbia
| Città (Nome latino) | Città (Nome moderno) | Paese  | Coordinate      | Note | Fotografia |
| ------------------- | -------------------- | ------ | --------------- | ---- | ---------- |
| Viminacium          | Stari Kostolac       | Serbia | 44°43′N 21°10′E |      |            |

### Siria
| Città (Nome latino) | Città (Nome moderno)                          | Paese | Coordinate                  | Note  | Fotografia |
| ------------------- | --------------------------------------------- | ----- | --------------------------- | ----- | ---------- |
| Dura Europos        | nei pressi dell'odierno villaggio di Salhiyah | Siria | 34°44′59.48″N 40°43′44.13″E | [ 4 ] |            |
| Nova Trajana Bostra | Bosra                                         | Siria | 32°31′03.8″N 36°28′47.6″E   |       |            |

### Spagna
| Città (Nome latino)               | Città (Nome moderno)                        | Paese  | Coordinate                  | Note                             | Fotografia |
| --------------------------------- | ------------------------------------------- | ------ | --------------------------- | -------------------------------- | ---------- |
| Capara                            | Cáparra                                     | Spagna |                             | [ 4 ]                            |            |
| Carmo                             | Carmona                                     | Spagna | 37°28′10.56″N 5°39′02.62″W  | [ 4 ]                            |            |
| Carthago Nova                     | Cartagena                                   | Spagna | 37°36′02.78″N 0°58′48.17″W  | [ 4 ]                            |            |
| Corduba                           | Cordova                                     | Spagna | 37°53′02.9″N 4°47′19.69″W   |                                  |            |
| Emerita Augusta                   | Mérida                                      | Spagna | 38°54′57.44″N 6°20′16.41″W  | Anfiteatro romano di Mérida      |            |
| Emporiae                          | nei pressi dell'odierna L'Escala            | Spagna | 42°07′48.36″N 3°07′02.68″E? | [ 4 ]                            |            |
| Forum Municipii Flavii Caparensis | Caparra                                     | Spagna | 40°09′51.48″N 6°05′59.89″W  | [ 4 ]                            |            |
| Italica                           | nei pressi dell'odierna Siviglia            | Spagna | 37°26′37.74″N 6°02′48.01″W  | Anfiteatro romano di Italica     |            |
| Lucus Augusti                     | Lugo                                        | Spagna |                             | [ 4 ]                            |            |
| Segóbriga                         | Saelices                                    | Spagna | 39°53′09.6″N 2°48′50.4″W    | [ 4 ]                            |            |
| Sisapo                            | nei pressi dell'odierna Almodóvar del Campo | Spagna | 38°38′46.68″N 4°31′05.77″W  | Gli scavi sono iniziati nel 2009 |            |
| Tarraco                           | Tarragona                                   | Spagna | 41°06′52.37″N 1°15′31.74″E  | Anfiteatro romano di Tarragona   |            |

### Svizzera
| Città (Nome latino)     | Città (Nome moderno) | Paese    | Coordinate                 | Note                          | Fotografia |
| ----------------------- | -------------------- | -------- | -------------------------- | ----------------------------- | ---------- |
| Augusta Raurica         | Augst                | Svizzera | 47°31′45.53″N 7°43′14.17″E | [ 4 ]                         |            |
| Aventicum               | Avenches             | Svizzera | 46°52′51.61″N 7°02′33.57″E | Anfiteatro romano di Avenches |            |
| Brenodurum (?)          | Berna                | Svizzera | 46°58′32.73″N 7°27′04.07″E | Engehalbinsel                 |            |
| Colonia Iulia Equestris | Nyon                 | Svizzera | 46°23′00.42″N 6°14′28.55″E |                               |            |
| Octodurum               | Martigny             | Svizzera | 46°05′39.71″N 7°04′24.46″E | [ 4 ]                         |            |
| Vindonissa              | Windisch             | Svizzera | 47°28′34.5″N 8°12′48.97″E  | [ 4 ]                         |            |

### Tunisia
| Città (Nome latino)           | Città (Nome moderno)                 | Paese   | Coordinate                                              | Note                                                                                     | Fotografia |
| ----------------------------- | ------------------------------------ | ------- | ------------------------------------------------------- | ---------------------------------------------------------------------------------------- | ---------- |
| Agbia                         | El Agba                              | Tunisia |                                                         | [ 3 ]                                                                                    |            |
| Acholla                       | nei pressi dell'odierna Chebba       | Tunisia | 35°04′34.32″N 11°01′07.68″E                             | [ 3 ]                                                                                    |            |
| Bararus                       |                                      | Tunisia | 35°12′42.63″N 10°47′28.32″E                             | [ 3 ]                                                                                    |            |
| Belalis Maior                 | Hr. el Faouar                        | Tunisia |                                                         | [ 3 ]                                                                                    |            |
| Bulla Regia                   | Jendouba                             | Tunisia | 36°33′37.49″N 8°45′27.97″E                              | [ 3 ]                                                                                    |            |
| Carpis                        |                                      | Tunisia |                                                         | [ 3 ]                                                                                    |            |
| Carthago                      | Cartagine                            | Tunisia | 36°51′22.81″N 10°18′53.72″E                             |                                                                                          |            |
| Colonia Julia Aurelia Commoda | Thuburbo Majus                       | Tunisia | 36°23′53.56″N 9°54′20.7″E                               | [ 3 ]                                                                                    |            |
| Hadrumetum                    | Susa                                 | Tunisia | 35°49′33.6″N 10°38′24″E                                 | [ 3 ]                                                                                    |            |
|                               | Jebel Moraba                         | Tunisia | 36°35′51.46″N 9°51′38.93″E                              | [ 3 ]                                                                                    |            |
|                               | Ksar Hellal                          | Tunisia |                                                         | [ 3 ]                                                                                    |            |
|                               | Ksar Lemsa                           | Tunisia | 36°02′05.49″N 9°41′36.38″E                              | Archiviato il 20 giugno 2018 in Internet Archive.                                        |            |
| Leptis Minor                  | Lamta                                | Tunisia | 35°40′41.93″N 10°51′59.46″E                             | [ 3 ]                                                                                    |            |
| Mactaris                      | Maktar                               | Tunisia | 35°51′20.02″N 9°12′22.92″E                              | [ 3 ]                                                                                    |            |
| Municipium Aurelium Commodum  | Henchir Bou Cha                      | Tunisia | 36°31′39.72″N 9°53′21.05″E                              |                                                                                          |            |
| Pheradi Maius                 | Bouficha                             | Tunisia | 36°15′00.01″N 10°23′49.37″E                             | [ 3 ]                                                                                    |            |
| Pupput                        | Hammamet                             | Tunisia | 36°24′N 10°37′E                                         | [ 3 ]                                                                                    |            |
| Seressi                       | Oum El Abouab                        | Tunisia | 36°09′48.66″N 9°46′32.07″E                              | [ 3 ]                                                                                    |            |
| Sicca Veneria                 | El Kef                               | Tunisia | 36°11′09.6″N 8°42′00″E                                  | [ 3 ]                                                                                    |            |
| Simitthus                     | Chemtou                              | Tunisia | 36°29′25.43″N 8°34′48.78″E                              | Mappa di Simitthus. Fotografia.                                                          |            |
| Sufetula                      | Sbeitla                              | Tunisia | 35°14′37.06″N 9°05′52.34″E                              | [ 3 ]                                                                                    |            |
| Thaenae                       | Sfax                                 | Tunisia | 34°39′19.91″N 10°40′23.09″E                             |                                                                                          |            |
| Thapsus                       | Bekalta                              | Tunisia | 35°37′08.92″N 11°02′32.13″E                             | [ 3 ]                                                                                    |            |
| Thibaris                      |                                      | Tunisia | 36°30′16.85″N 9°04′53.6″E                               | [ 3 ]                                                                                    |            |
| Thignica                      | Ain Tounga                           | Tunisia | 36°31′40.13″N 9°21′42.45″E                              | [ 4 ]                                                                                    |            |
| Thimisua                      | Argoub                               | Tunisia | 36°18′38.59″N 9°19′09.07″E                              | [ 3 ]                                                                                    |            |
| Thuburbo Minus                | Tebourba                             | Tunisia | 36°49′46.15″N 9°50′27.92″E                              | L'anfiteatro fu distrutto alla fine del XVII secolo, durante la costruzione di un ponte. |            |
| Thugga                        | Dougga                               | Tunisia | 36°25′27.12″N 9°13′02.39″E                              | [ 4 ]                                                                                    |            |
| Thysdrus                      | El Jem                               | Tunisia | 35°17′47.04″N 10°42′24.84″E 35°17′24.36″N 10°42′28.44″E | Anfiteatro romano di El Jem e un altro anfiteatro                                        |            |
| Uchi Maius                    |                                      | Tunisia | 36°24′44.28″N 9°05′06.94″E                              | [ 4 ]                                                                                    |            |
| Ulissipira                    | nei pressi dell'odierna Sidi Bou Ali | Tunisia | 35°57′31.08″N 10°26′28.19″E                             | [ 3 ]                                                                                    |            |
| Upenna                        | Enfida                               | Tunisia | 36°08′02.25″N 10°22′38.8″E                              | Non ci sono resti dell'anfiteatro di Upenna.                                             |            |
| Uthina                        | Oudna                                | Tunisia | 36°36′31.25″N 10°10′09.71″E                             | Archiviato il 18 febbraio 2008 in Internet Archive.                                      |            |
| Utica                         |                                      | Tunisia | 37°03′08.94″N 10°03′26.46″E 37°03′03″N 10°03′40.56″E    | 2 anfiteatri                                                                             |            |

### Turchia
| Città (Nome latino) | Città (Nome moderno)            | Paese   | Coordinate                  | Note   | Fotografia |
| ------------------- | ------------------------------- | ------- | --------------------------- | ------ | ---------- |
| Anazarbus           |                                 | Turchia | 37°14′38.68″N 35°53′41.94″E |        |            |
| Aizanoi             | Çavdarhisar                     | Turchia | 39°12′N 29°37′E             | [ 33 ] |            |
| Mastaura            | Nei pressi dell'odierna Nazilli | Turchia | 37°57′20.35″N 28°20′16.94″E |        |            |
| Pergamon            | Bergama                         | Turchia | 39°07′32.69″N 27°10′27.96″E | Mappa. |            |

### Ungheria
| Città (Nome latino) | Città (Nome moderno) | Paese    | Coordinate                                              | Note                                            | Fotografia |
| ------------------- | -------------------- | -------- | ------------------------------------------------------- | ----------------------------------------------- | ---------- |
| Aquincum            | Budapest             | Ungheria | 47°34′03.28″N 19°02′52.75″E 47°31′58.61″N 19°02′20.64″E | (2 anfiteatri: a Nagyszombat e a Katona városi) |            |
| Brigetio            | Szőny                | Ungheria |                                                         | [ 4 ]                                           |            |
| Gorsium             | Tác                  | Ungheria |                                                         | [ 4 ]                                           |            |